# 冻原繁缕
冻原繁缕（学名：Stellaria irrigua）为石竹科繁缕属的植物。分布于俄罗斯等地，多生于高山区潮湿的苔藓冻原，目前尚未由人工引种栽培。